# 橋本拓也 (俳優)
橋本 拓也（はしもと たくや、1975年5月26日 - ）は、神奈川県横須賀市出身の俳優。フォセット・コンシェルジュ所属。

## 人物
身長178cm。血液型O型。
趣味は映画鑑賞、旅。特技はエンターテイメントショー、殺陣、野球、マイム、ジャグリング。

## 出演作品

### テレビドラマ

#### NHK
- ドラマ10 / ミストレス〜女たちの秘密〜（2019年）
- 連続テレビ小説 / エール（2020年）

#### 日本テレビ
- 土曜ドラマ / 初恋の悪魔（2022年） - リポーター

#### TBS
- 金曜ドラマ
  - 夜のせんせい（2014年）
  - 4分間のマリーゴールド（2016年）
- 月曜名作劇場 / 温泉殺人事件シリーズ2（2016年） - 吉野美佐子の夫
- 火曜ドラマ / カンナさーん!（2017年）

#### フジテレビ
- CONTROL〜犯罪心理捜査〜（2011年） - 吉野真也
- SMOKING GUN〜決定的証拠〜（2014年） - 柳田正夫
- 無痛〜診える眼〜（2015年）
- いつかこの恋を思い出してきっと泣いてしまう（2016年）
- フラジャイル（2016年）
- 土曜プレミアム / 世にも奇妙な物語 春の特別編 「夢みる機械」（2016年） - 編集者
- 木曜劇場
  - Chef〜三ツ星の給食〜（2016年）
  - ルパンの娘（2019年）
- 大貧乏（2017年） - 社員
- 民衆の敵〜世の中、おかしくないですか!?〜（2017年）
- 明日の約束（2017年）
- 直撃!シンソウ坂上2時間SP〜日航123便からのメッセージ・33年目の真相〜（2018年）
- トレース〜科捜研の男〜（2019年）
- 元彼の遺言状（2022年） - 陪審員
- アイシー〜瞬間記憶捜査・柊班〜 第9話・最終話（2025年3月18日・25日） - 田所保 役[3]
- Dr.アシュラ 第8話（2025年6月4日） - 保護観察官・林 役[4]

#### テレビ朝日
- 土曜プライム・土曜ワイド劇場 / 森村誠一の棟居刑事9（2016年） - 金森勇祐
- 相棒
  - （2017年） - 川地雄介
  - （2018年 - 2020年） - 八津崎奨
- 刑事7人（2017年）
- 仮面ライダーゼロワン（2020年） - 奥田和郎[5]
- 暴太郎戦隊ドンブラザーズ（2022年） - 一平
- 特捜9（2023年） - 倉田雄一

#### テレビ東京
- 保育探偵25時〜花咲慎一郎は眠れない!!〜（2015年）
- 水曜ミステリー9 / 嫌われ監察官 音無一六4（2017年） - ガードマン
- 木ドラ25 / 30歳まで童貞だと魔法使いになれるらしい（2020年） - 会社上司
- ドラマParavi / つまり好きって言いたいんだけど、（2021年） - 高木敏行

#### NHK BSプレミアム
- BS時代劇 / 大富豪同心（2019年）
- こわでん〜怖い伝説〜
  - 富山県「舌を抜かれた十六番目の男」（2019年）
  - 栃木県「屍肉を喰らう男」（2020年）
  - 福井市「潰される頭」（2021年）

#### WOWOW
- 連続ドラマW
  - 石つぶて 〜外務省機密費を暴いた捜査二課の男たち〜（2017年） - 銀行員
  - 監査役野崎修平
    - 監査役 野崎修平（2018年）
    - 頭取 野崎修平（2020年） - 芳賀

  - 60 誤判対策室（2018年）
  - 引き抜き屋 〜ヘッドハンターの流儀〜（2019年） - 秋川
  - トッカイ〜不良債権特別回収部〜（2021年） - 吉原幸正
  - コールドケース3 〜真実の扉〜（2021年） - 東野正和
- 今どきの若いモンは（2022年） - 人事部社員

### 映画
- 沈まない三つの家（2013年、コハクイロシネマ）
- アゲイン 28年目の甲子園（2015年、東映）
- TOO YOUNG TO DIE! 若くして死ぬ（2016年、アスミック・エース・東宝）
- シン・ゴジラ（2016年、東宝） - 高須（自衛隊情報部長）
- 海賊とよばれた男（2016年、東宝） - 佐々木（航海士）
- 五億円のじんせい（2019年、アミューズ・GYAO!）
- 産むということ／The Birth（2019年） - 医師
- 唐人街探偵 東京MISSION（2021年、アスミック・エース）
- GINAGINA ぎなぎな（2023年、G）
- ヒエロファニー（2023年）
- 中山教頭の人生テスト（2025年、ライツキューブ、監督：佐向大）[6]

### 配信ドラマ
- 仮面ライダーアマゾンズ Season2（2017年、Amazon Prime Video） - 境[7]
- 全裸監督（2019年、Netflix）
- 左ききのエレン 特別編（2019年、U-NEXT）
- #love_delusion（2021年、LINE NEWS VISION） - 大沢哲朗

### 舞台
- バーサよりよろしく（2000年）
- ええんYOこれで（2001年） - 主演
- カナリヤ（2006年）
- 罪を喰らう（2013年）
- 生憎 〜それはただひとつの合図〜（2013年）
- 愛の漸近線（2015年）
- 君の様に鳥が啼く（2020年）
- ビューーーティフル!（2021年）

### CM
- トヨタ自動車
  - Toyota Safety Sense 「安心パッケージ」篇
  - 「トヨタと少年/全部品検査」篇
  - 「サポトヨ 密談」篇
- キリン のどごし<生>
  - 「10連覇」篇
  - 「打ち合わせ」篇
- 日本コカ・コーラ アクエリアスゼロ 「止まらない人」篇
- スーパースポーツゼビオ 「ウィンター」編
- タカラトミー ベイブレードバースト 「お年玉」編
- JAバンク 「9大疾病補償付住宅ローン」篇
- オートバックス 「カーライフ会議／クルマ買取」篇
- オリックスグループ 「記者会見」篇
- ACジャパン 「いま使う『防災チェックシート』」
- 武田薬品工業 アリナミンZERO7 「発見! アリナミン 実は5キロカロリー」篇
- エスビー食品 SPICE&HERBシーズニング
  - 「鶏の香草焼き」
  - 「ジャーマンポテト：4億食突破」
  - 「韓国風たたききゅうり」
  - 「レモンペッパーチキン」
- Sportsnavi 「巨人」編
- カバヤ食品 塩分チャージタブレッツ 「みんなとチャージ」篇
- 興和 カンゾコーワ「家でもカンゾ!」篇
- Amazon Prime Video 「俳優」篇「好きな時間へ、ひとっ飛び。」
- 餃子の王将 「おいしい力」篇
- お葬式のあおやぎ「父の人生」編

### MV
- 神様、僕は気づいてしまった 「わたしの命を抉ってみせて」

### WEB
- TOYOTA 「TOYOTA G'sスペシャルムービー」 - ピッチャー
- コニカミノルタ 「コニカミノルタマンIV I am not alone.」 - コニカミノルタマン
- 再春館製薬所 長白仙参「大切なことに気づける」〜父の投げたボール〜「キャッチボール」篇 - メインキャスト、ナレーション
- マルイチ
- パナソニック アイロン ショートストーリー「父を想う娘」篇
- ソニー MANOMA
- アコム 「はじめたいこと、はじめよう!」篇
- UQ mobile 「すれ違いざまのUQUEEN」篇 auのお店ver.／SIM乗りかえver.
- マーケティングDX支援サービス「DECA」
- コンセプトCM「データルーキー」

### その他
- 三井不動産リアルティ 「はじめての三井不動産リアルティOB訪問」篇 - 声の出演